# 油谷幸利
油谷 幸利（ゆたに ゆきとし、1949年11月28日 - ）は、日本の朝鮮語学者。同志社大学言語文化教育センター教授。文学修士。

## 略歴
京都府京都市出身。京都大学文学研究科修了。天理大学外国語学部助教授、富山大学人文学部助教授、愛知教育大学教育学部教授などを歴任した後、1997年に現職である同志社大学言語文化教育研究センターに教授として就任。研究分野は朝鮮語および朝鮮語情報処理。
NHKラジオ・ハングル講座講師や大学入試センター韓国語部会部会長なども務める。
2004年に大韓民国文化観光部からハングル発展有功者褒章を受賞するなど、日本における朝鮮語学の権威の一人と言える。

## 主な著書
- 『間違いやすい韓国語表現100』初級編（共著：金恩愛，ISBN 978-4-89174-818-0、白帝社、2007年）
- 『間違いやすい韓国語表現100』（ISBN 4-89174-772-2、白帝社、2006年）
- 『日韓対照言語学入門』（ISBN 4-89174-733-1、白帝社、2005年）
- 『こつこつ楽しむハングル文字練習プリント』（ISBN 4-09-837651-2、小学館、2005年）
- 『実用韓国語』（共著：コ・ヨンジン、ISBN 4-560-01776-X、白水社、2005年）
- 『総合韓国語4』（共著：南相瓔、ISBN 4-89174-672-6、白帝社、2004年）
- 『ポケットプログレッシブ韓日・日韓辞典』（共編、ISBN 4-09-506141-3、小学館、2004年）
- 『総合韓国語3』（共著：南相瓔、ISBN 4-89174-612-2、白帝社、2003年）
- 『総合韓国語2』（共著：南相瓔、ISBN 4-89174-526-6、白帝社、2002年）
- 『総合韓国語1』（共著：南相瓔、ISBN 4-89174-734-X、白帝社、2001年）
- 『朝鮮語入門2』（ISBN 4-938669-91-9、ひつじ書房、1997年）
- 『朝鮮語入門』（ISBN 4-938669-62-5、ひつじ書房、1996年）
- 『朝鮮語辞典』（共編、ISBN 4-09-515701-1、小学館、1993年）
- 『韓国古典文学入門』（共訳、ISBN 4-336-02437-5、国書刊行会、1982年）